# Crowley (Texas)
Crowley és una població dels Estats Units a l'estat de Texas. Segons el cens del 2000 tenia 7.467 habitants.

## Demografia
Segons el cens del 2000, Crowley tenia 7.467 habitants, 2.650 habitatges, i 2.098 famílies. La densitat de població era de 433,5 habitants/km².
Dels 2.650 habitatges en un 43,8% hi vivien nens de menys de 18 anys, en un 59,7% hi vivien parelles casades, en un 15,1% dones solteres, i en un 20,8% no eren unitats familiars. En el 17,5% dels habitatges hi vivien persones soles el 6,8% de les quals corresponia a persones de 65 anys o més que vivien soles. El nombre mitjà de persones vivint en cada habitatge era de 2,81 i el nombre mitjà de persones que vivien en cada família era de 3,16.
Per edats la població es repartia de la següent manera: un 30,9% tenia menys de 18 anys, un 8,5% entre 18 i 24, un 30,5% entre 25 i 44, un 21,6% de 45 a 60 i un 8,5% 65 anys o més.
L'edat mediana era de 34 anys. Per cada 100 dones de 18 o més anys hi havia 84,8 homes.
La renda mediana per habitatge era de 46.765$ i la renda mediana per família de 47.642$. Els homes tenien una renda mediana de 36.029$ mentre que les dones 26.035$. La renda per capita de la població era de 18.282$. Aproximadament el 5,5% de les famílies i el 6,5% de la població estaven per davall del llindar de pobresa.

## Poblacions més properes
El següent diagrama mostra les poblacions més properes.